# Kubowo
Kubowo – wieś sołecka w Polsce położona w województwie wielkopolskim, w powiecie międzychodzkim, w gminie Kwilcz.
W okresie Wielkiego Księstwa Poznańskiego (1815-1848) miejscowość należała do wsi mniejszych w ówczesnym pruskim powiecie Międzyrzecz w rejencji poznańskiej. Kubowo należało do okręgu kwileckiego tego powiatu i stanowiło część majątku Wituchowo, którego właścicielem był wówczas Samuel Kube. Według spisu urzędowego z 1837 roku wieś liczyła 85 mieszkańców, którzy zamieszkiwali 12 dymów (domostw).
W latach 1975–1998 miejscowość administracyjnie należała do województwa poznańskiego.